# 30 Herculis

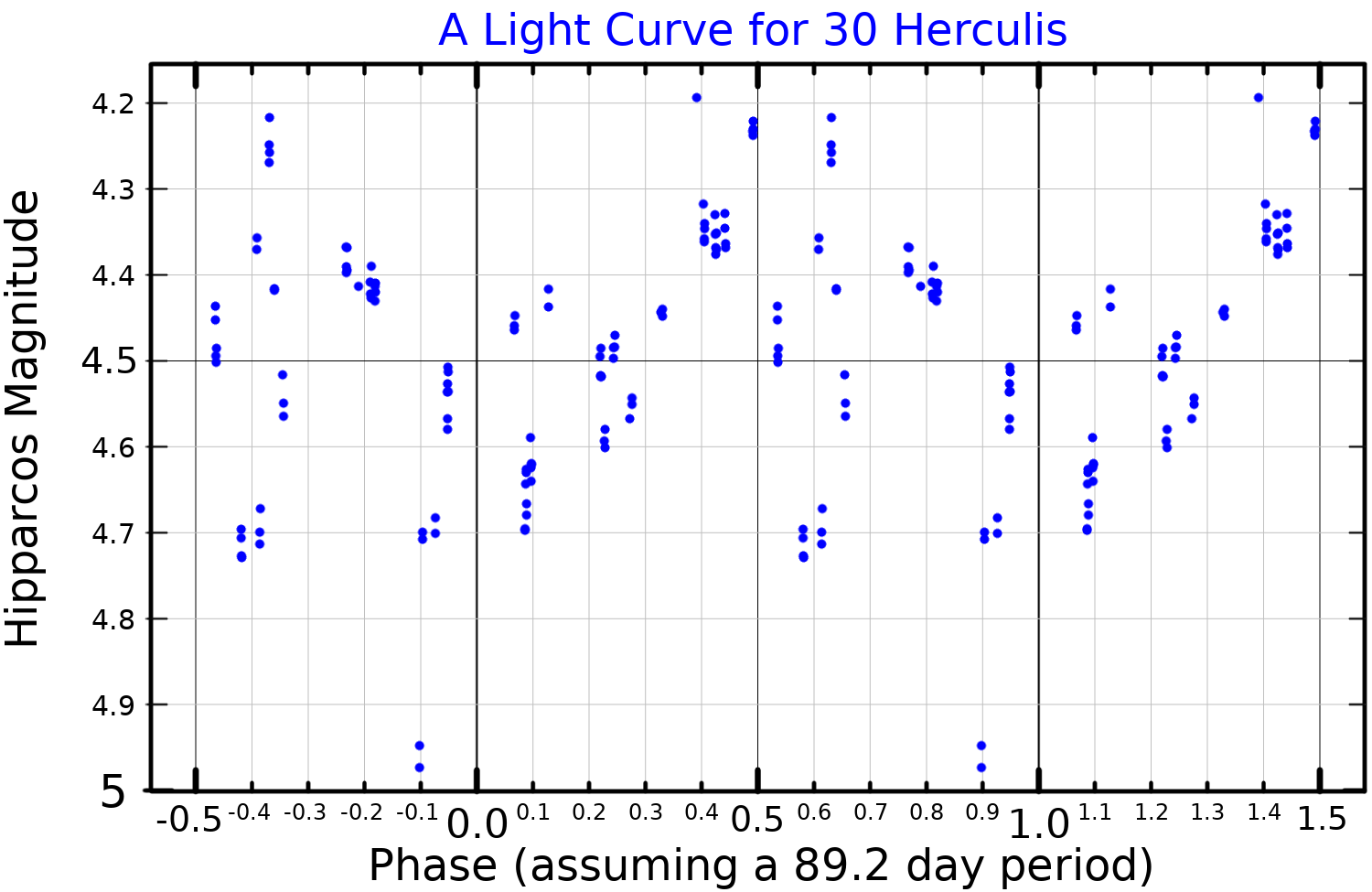
Curva de luz de 30 Herculis

30 Herculis (30 Her / g Herculis / HD 148783 / HR 6146) es una estrella en la constelación de Hércules de magnitud aparente +4,83. Se encuentra a 360 años luz de distancia del sistema solar.
30 Herculis es una gigante roja de tipo espectral M6III con una temperatura efectiva de 3146 K. Es una auténtica gigante con un núcleo inerte de carbono; tiene un radio 228 veces más grande que el radio solar, equivalente a 1,06 UA, algo más de la distancia entre la Tierra y el Sol.
Sin embargo, no es una estrella muy masiva; se piensa que cuando nació su masa no era mucho mayor de 1 o 2 masas solares.
En la actualidad pierde masa debido al fuerte viento estelar que sopla desde su superficie a razón de 2,6 diezmillonésimas de la masa solar cada año. Este viento ha formado una gran cubierta a su alrededor rica en óxidos metálicos.
La luminosidad de 30 Herculis no es bien conocida, pudiendo estar comprendida entre 2900 y 8700 veces la del Sol, el primero de los valores más en concordancia con su tipo espectral. Asimismo es una variable semirregular de tipo SRB con una variación en su brillo entre magnitud +4,30 y +6,30. El período principal es de 89,2 días y, superpuesto a él, existe un período más largo de unos 833 días.